# Адвокатура України
Адвокату́ра Украї́ни — недержавний самоврядний інститут, що забезпечує здійснення захисту, представництва та надання інших видів правової допомоги на професійній основі, а також самостійно вирішує питання організації і діяльності адвокатури в порядку, встановленому законом.
Адвокатуру України складають всі адвокати України, які мають право здійснювати адвокатську діяльність.
Правові засади організації і діяльності адвокатури та здійснення адвокатської діяльності в Україні визначає Закон України «Про адвокатуру та адвокатську діяльність», що набрав чинності 15 серпня 2012 року.
Адвокатська діяльність здійснюється на принципах верховенства права, законності, незалежності, конфіденційності та уникнення конфлікту інтересів.
Адвокатура є незалежною від органів державної влади, органів місцевого самоврядування, їх посадових та службових осіб.
Всього на 05.03.2021 р. в Україні зареєстровано 44 491 діючих адвокатів.

## Історія становлення адвокатури в Україні
Ще за часів Київської Русі роль захисників у судах виконували рідні та приятелі сторін, «послухи», «видоки».
Професійна адвокатура в Україні сформувалася в період польсько-литовської доби. Особливу роль у цьому плані відіграли Литовські статути і Магдебурзьке право. Згідно з цими документами, захисником може бути людина, яка добре обізнана з писаним правом — тобто професійний юрист. Отже, звідси можна вважати і час народження професійної адвокатури, хоча момент її організаційного оформлення ще був віддалений у часі.
Уже у XVIII ст. в судах, зокрема у великокняжих — господарських, а також у гродських і земських судах, з'являється новий тип професійного юриста — «прокуратора», або «речника». До адвокатів пред'являлися великі вимоги. Ними могли бути чоловіки без будь-яких відхилень, повнолітні, християни, розумово й фізично дужі, світського стану.
Адвокатура України в період Гетьманщини була вже визнаною як окремий стан, хоча і не була об'єднана в професійну спілку.
Як самостійний правовий інститут адвокатура в Україні була запроваджена після проведення на початку 60-х рр. XIX ст. судової реформи. Правову регламентацію інститут адвокатури дістав за «Судовими статутами», затвердженими 20 листопада 1864 р.
Цікавим є факт, що в 1894 році українськими адвокатами Галичини була спроба скликання першого з'їзду правників і утворення своєї організації, яка допомагала б вирішувати нагальні проблеми адвокатів. Однак ця ідея не знайшла свого практичного втілення.
Революційні події 1917 року не могли не позначитися на адвокатурі. Ставлення до адвокатури як «буржуазного інституту» відіграло негативну роль для її розвитку в післяреволюційний період.
рос. Декретом «Про суд» № 1 від 24 листопада 1917 року присяжну адвокатуру було скасовано, без будь-якої заміни. Здійснювати представництво в суді дозволялося кожному, хто мав громадянські права. Тобто адвокатура ставала зовсім вільною професією, як це було до судової реформи 1864 р. Такою непідготовленою, непродуманою «реформою» було завдано шкоди адвокатурі, правам людини, яку фактично не захищали професійно.
В Україні Центральна Рада, проводячи реформування судової системи, залишила присяжну адвокатуру без змін. З літературних джерел відомо, що київський присяжний повірений Ф. Крижанівський очолив трудову партію і перебував у складі Малої Ради, а В. Садовський перебував на посаді першого Генерального секретаря Центральної Ради.
14 лютого 1919 р. Тимчасовим положенням про народні суди і революційні трибунали УРСР при них було створено колегії правозаступників. Їх члени обиралися у повітах виконкомами з числа громадян, які відповідали умовам, що були встановлені для виборців, а в містах — міськими радами. Члени колегії правозаступників обов'язково залучалися як захисники обвинувачених у кримінальних справах, котрі розглядалися з участю шести народних засідателів.
Новий етап в історії адвокатури України пов'язаний із створенням в містах юридичних консультацій. У 1920 р. їх налічувалось 160, у яких працювало 365 правозаступників.
29 жовтня 1924 р. Постановою ЦВК СРСР були затверджені Основи судоустрою СРСР і союзних республік, де зазначалось, що для надання юридичної допомоги населенню засновуються колегії правозаступників. Так у 1926 році Харківська губернська колегія захисників звернулася з пропозицією до РНК проте, що б назву «колегія захисників» змінити на «адвокатура».
16 серпня 1939 року РНК СРСР затвердила Положення про адвокатуру СРСР. Ним були визначені завдання адвокатури, керівництво її діяльністю, структура та порядок прийому та виключення з колегії адвокатів, дисциплінарна відповідальність.
20 квітня 1978 р. було прийнято Конституцію УРСР, у якій передбачалося, що для надання юридичної допомоги громадянам і організаціям діють колегії адвокатів. Це, вочевидь, потребувало створення нового законодавства про адвокатуру, а тому наступні два роки точилися дискусії з приводу розширення професійних прав і обов'язків адвоката, гарантій його діяльності, дисциплінарної відповідальності.
Важливим етапом розвитку радянської адвокатури стало прийняття першого і єдиного в СРСР Закону «Про адвокатуру в СРСР» 30 листопада 1979 р., який визначав організацію і порядок діяльності адвокатури в СРСР.
Положення про адвокатуру УРСР, затверджене Верховною Радою України 1 жовтня 1980 року, регламентувало діяльність колегій адвокатів республіки та розширило види юридичної допомоги що надавалися громадянам. Колегії адвокатів в Україні формувалися за територіальним принципом. Створювалися обласні і Київська міська колегія адвокатів.
З 1991 року відповідно до Закону України «Про підприємництво» [Архівовано 13 листопада 2012 у Wayback Machine.] допускалося здійснення юридичної практики за ліцензією, яка видавалася Міністерством юстиції особам, котрі мають юридичну освіту. Згідно з чинним законодавством в Україні в цей час до участі в ролі захисників допускалися близькі родичі, законі представники, а також інші особи.
Наступним етапом в сучасній історії української адвокатури стало прийняття 19 грудня 1992 року Верховною Радою України Закону «Про адвокатуру» [Архівовано 30 жовтня 2012 у Wayback Machine.]. Новий закон відводив адвокатурі чільне місце, маючи на меті встановити престиж цієї професії, її історичні традиції, піднести роль у суспільстві як одного з гарантів забезпечення конституційних прав і свобод громадян.
5 липня 2012 року Верховна Рада України прийняла Закон України «Про адвокатуру та адвокатську діяльність» [Архівовано 6 вересня 2013 у Wayback Machine.].

## Місце української адвокатури в державі та суспільстві
У цивілізованих демократичних державах невід'ємним фактором правової системи й основним недержавним інститутом захисту особистості, її прав і свобод є адвокатура. Практично всі міжнародні акти з прав людини, починаючи від Загальної декларації і закінчуючи Основними положеннями про роль адвокатів [Архівовано 9 березня 2016 у Wayback Machine.] (прийнятими VIII Конгресом ООН по запобіганню злочинам у серпні 1990 р.), одним з найважливіших прав кожної особи визнають право на отримання фахової правової допомоги. Одним з показників рівня демократичності і дотримання прав людини в Україні є існування незалежної адвокатури і ефективного виконання покладених на неї функцій.
«Конституція України в статті 59 проголосила щонайважливішу соціальну функцію адвокатури — забезпечення права на захист від обвинувачення та надання правової допомоги при вирішенні справ у судах та інших державних органах.
Роль єдиного незалежного професійного правозахисного інституту, який покликаний захищати права та свободи, представляти законні інтереси особи в державних владних структурах на закріплених законом принципах верховенства закону, незалежності, демократизму, гуманізму та конфіденційності, реалізується адвокатурою в складній системі правовідносин».

## Устрій адвокатури України

### Національна асоціація адвокатів України
Національна асоціація адвокатів України є недержавною некомерційною професійною організацією, яка об'єднує всіх адвокатів України та утворюється з метою забезпечення реалізації завдань адвокатського самоврядування.
1) представляє адвокатуру України у відносинах з органами державної влади, органами місцевого самоврядування, їх посадовими і службовими особами, підприємствами, установами, організаціями незалежно від форми власності, громадськими об'єднаннями та міжнародними організаціями, делегує представників до органів державної влади;
2) захищає професійні права адвокатів та забезпечує гарантії адвокатської діяльності;
3) забезпечує високий професійний рівень адвокатів України;
4) забезпечує доступ та відкритість інформації стосовно адвокатів України;
5) виконує інші функції відповідно до Закону.
Національна асоціація адвокатів України є юридичною особою та діє через організаційні форми адвокатського самоврядування, передбачені Законом.
Національна асоціація адвокатів України утворюється з'їздом адвокатів України та не може бути реорганізована.
З моменту державної реєстрації Національної асоціації адвокатів України її членами стають всі особи, які мають свідоцтво про право на заняття адвокатською діяльністю. Інші особи стають членами Національної асоціації адвокатів України з моменту складення присяги адвоката України.

### Конференція адвокатів регіону
Вищим органом адвокатського самоврядування в Автономній Республіці Крим, областях, містах Києві та Севастополі є конференція адвокатів регіону, адреси робочого місця яких знаходиться на відповідній території.
Конференція адвокатів регіону скликається радою адвокатів регіону не рідше одного разу на рік.
1) обрання голови та членів ради адвокатів регіону, дострокове відкликання їх з посад;
2) обрання делегатів на з'їзд адвокатів України;
3) обрання представника адвокатів регіону до складу Ради адвокатів України та Вищої кваліфікаційно-дисциплінарної комісії адвокатури, дострокове відкликання їх з посад;
4) визначення кількості членів кваліфікаційної і дисциплінарної палат кваліфікаційно-дисциплінарної комісії адвокатури, обрання голови та членів кваліфікаційно-дисциплінарної комісії адвокатури, дострокове відкликання їх з посад;
5) обрання голови та членів ревізійної комісії адвокатів регіону, дострокове відкликання їх з посад;
6) затвердження штатного розпису і кошторису ради адвокатів регіону, кваліфікаційно-дисциплінарної комісії адвокатури;
7) розгляд та затвердження звіту ради адвокатів регіону, кваліфікаційно-дисциплінарної комісії адвокатури, висновків ревізійної комісії адвокатів регіону, представників адвокатів регіону у складі Вищої кваліфікаційно-дисциплінарної комісії адвокатури і Ради адвокатів України;
8) прийняття інших рішень відповідно до Закону.

### Рада адвокатів регіону
У період між конференціями адвокатів регіону функції адвокатського самоврядування у регіоні виконує рада адвокатів регіону.
Рада адвокатів регіону підконтрольна і підзвітна конференції адвокатів регіону.
1) представляє адвокатів регіону;
2) складає порядок денний, скликає та забезпечує проведення конференції адвокатів регіону;
3) забезпечує виконання рішень конференції адвокатів регіону, здійснює контроль за їх виконанням;
4) здійснює інформаційно-методичне забезпечення адвокатів регіону, сприяє підвищенню їх кваліфікації;
5) складає присягу адвоката України;
6) визначає представників адвокатури до складу конкурсної комісії з відбору адвокатів для надання
безоплатної вторинної правової допомоги;
7) сприяє забезпеченню гарантій адвокатської діяльності, захисту професійних і соціальних прав адвокатів;
8) розпоряджається коштами та майном відповідно до затвердженого кошторису;
9) забезпечує в установленому порядку внесення відомостей до Єдиного реєстру адвокатів України;
10) утворює комісію з оцінювання якості, повноти та своєчасності надання адвокатами безоплатної правової допомоги;
11) виконує інші функції відповідно до Закону, рішень конференції адвокатів регіону, Ради адвокатів України, з'їзду адвокатів України.

### Кваліфікаційно-дисциплінарна комісія адвокатури
Кваліфікаційно-дисциплінарна комісія адвокатури утворюється з метою визначення рівня фахової підготовленості осіб, які виявили намір отримати право на заняття адвокатською діяльністю, та вирішення питань щодо дисциплінарної відповідальності адвокатів.
Кваліфікаційно-дисциплінарна комісія адвокатури підконтрольна та підзвітна конференції адвокатів регіону.
Кваліфікаційно-дисциплінарна комісія адвокатури діє у складі кваліфікаційної та дисциплінарної палат. Кваліфікаційна палата утворюється у складі не більше дев'яти членів, дисциплінарна — не більше одинадцяти членів палати.
1) організація та проведення кваліфікаційних іспитів;
2) прийняття рішень щодо видачі свідоцтва про складення кваліфікаційного іспиту;
3) прийняття рішень про зупинення або припинення права на заняття адвокатською діяльністю;
4) здійснення дисциплінарного провадження стосовно адвокатів;
5) вирішення інших питань, віднесених до повноважень кваліфікаційно-дисциплінарної комісії адвокатури Законом, рішеннями конференції адвокатів регіону, Вищої кваліфікаційно-дисциплінарної комісії адвокатури, Ради адвокатів України, з'їзду адвокатів України.

### Вища кваліфікаційно-дисциплінарна комісія адвокатури
Вища кваліфікаційно-дисциплінарна комісія адвокатури є колегіальним органом, завданням якого є розгляд скарг на рішення, дії чи бездіяльність кваліфікаційно-дисциплінарних комісій адвокатури.
Вища кваліфікаційно-дисциплінарна комісія адвокатури підконтрольна і підзвітна з'їзду адвокатів України та Раді адвокатів України.
До складу Вищої кваліфікаційно-дисциплінарної комісії адвокатури входять тридцять членів, стаж адвокатської діяльності яких становить не менше п'яти років: по одному представнику від кожного регіону, які обираються конференцією адвокатів регіону, голова і два заступники голови, які обираються шляхом голосування з'їздом адвокатів України.

### З'їзд адвокатів України
Вищим органом адвокатського самоврядування України є з'їзд адвокатів України.
До складу з'їзду адвокатів України входять делегати, які обираються конференціями адвокатів регіонів шляхом голосування відносною більшістю голосів делегатів, які беруть участь у конференції.
З'їзд адвокатів України скликається Радою адвокатів України не рідше одного разу на три роки.
1) обирає голову і заступників голови Ради адвокатів України, голову і заступників голови Вищої кваліфікаційно-дисциплінарної комісії адвокатури, голову і членів Вищої ревізійної комісії адвокатури та достроково відкликає їх з посад;
2) затверджує статут Національної асоціації адвокатів України та вносить до нього зміни;
3) затверджує правила адвокатської етики;
4) затверджує положення про Раду адвокатів України, положення про Вищу кваліфікаційно-дисциплінарну комісію адвокатури, положення про Вищу ревізійну комісію адвокатури;
5) розглядає та затверджує звіти Ради адвокатів України, Вищої кваліфікаційно-дисциплінарної комісії адвокатури, висновки Вищої ревізійної комісії адвокатури;
6) призначає трьох членів Вищої ради юстиції;
7) затверджує кошторис Ради адвокатів України, кошторис Вищої кваліфікаційно-дисциплінарної комісії адвокатури, затверджує звіт про їх виконання;
8) здійснює інші повноваження відповідно до цього Закону.

### Рада адвокатів України
У період між з'їздами адвокатів України функції адвокатського самоврядування виконує Рада адвокатів України.
Рада адвокатів України підконтрольна і підзвітна з'їзду адвокатів України.
До складу Ради адвокатів України входять тридцять членів, стаж адвокатської діяльності яких становить не менше п'яти років: по одному представнику від кожного регіону, які обираються конференцією адвокатів регіону, та голова і два заступники голови, які обираються шляхом голосування з'їздом адвокатів України. Секретар Ради адвокатів України обирається Радою адвокатів України зі складу членів Ради адвокатів України.
Строк повноважень голови, заступників голови, секретаря і членів Ради адвокатів України становить п'ять років. Одна й та сама особа не може бути головою, заступником голови, секретарем або членом Ради адвокатів України більше ніж два строки підряд.
1) складає порядок денний, забезпечує скликання та проведення з'їзду адвокатів України;
2) визначає квоту представництва, порядок висування та обрання делегатів конференції адвокатів регіонів, з'їзду адвокатів України;
3) забезпечує виконання рішень з'їзду адвокатів України;
4) здійснює організаційне, методичне, інформаційне забезпечення ведення Єдиного реєстру адвокатів України, здійснює контроль за діяльністю рад адвокатів регіонів щодо внесення відомостей до Єдиного реєстру адвокатів України та надання витягів з нього;
5) затверджує регламент конференції адвокатів регіону, положення про раду адвокатів регіону, положення про кваліфікаційно-дисциплінарну комісію адвокатури, положення про ревізійну комісію адвокатів регіону, положення про комісію з оцінювання якості, повноти та своєчасності надання адвокатами безоплатної правової допомоги;
6) встановлює розмір та порядок сплати щорічних внесків адвокатів на забезпечення реалізації адвокатського самоврядування, забезпечує їх розподіл і використання (якщо з'їздом адвокатів України прийнято рішення про сплату щорічних внесків адвокатів на забезпечення реалізації адвокатського самоврядування та визначено напрями їх використання);
7) визначає розмір відрахувань кваліфікаційно-дисциплінарних комісій адвокатури на забезпечення діяльності Вищої кваліфікаційно-дисциплінарної комісії адвокатури;
8) сприяє діяльності рад адвокатів регіонів, координує їх діяльність;
9) сприяє забезпеченню гарантій адвокатської діяльності, захисту професійних і соціальних прав адвокатів;
10) приймає рішення про розпорядження коштами і майном Національної асоціації адвокатів України відповідно до призначень коштів і майна, визначених статутом Національної асоціації адвокатів України та рішеннями з'їзду адвокатів України;
11) розглядає скарги на рішення, дії чи бездіяльність рад адвокатів регіонів, їх голів, скасовує рішення рад адвокатів регіонів;
12) визначає друкований орган Національної асоціації адвокатів України;
13) забезпечує ведення офіційного вебсайту Національної асоціації адвокатів України;
14) виконує інші функції відповідно до Закону та рішень з'їзду адвокатів України.

## Спілка адвокатів України

Спілка адвокатів України як незалежна громадська організація адвокатів України була створена за ініціативою адвокатів, котрі прагнули об'єднання на професійному рівні, досягнення адвокатурою України незалежності, розвитку демократичних засад адвокатської діяльності, участі адвокатів у розбудові правової держави, створення надійних гарантій адвокатської діяльності, захисту соціальних і професійних прав адвокатів.